# Makoto Ogawa
Makoto Ogawa (小川麻琴 Ogawa Makoto?) (Prefectura de Niigata, 29 de octubre de 1987) es una ex-cantante y ex-idol japonesa perteneciente a la banda Morning Musume como parte del conglomerado Hello! Project. Después de su experiencia como cantante, comenzó una carrera como actriz de obras teatrales.

## Historia
Makoto Ogawa, nació el 29 de octubre de 1987en Niigata, (Japón). Perteneció a la quinta generación de Morning Musume. Ella se unió al grupo en agosto del 2001 junto a Ai Takahashi, Risa Niigaki, y Asami Konno. Su primera aparición fue en Mr.Moonlight ~Ai no BIG BAND~ de Morning Musume.
En septiembre del 2002, la quinta generación fue repartida en subgrupos de Morning Musume, y Makoto fue añadida a la lista Petitmoni. Sin embargo, a diferencia del grupo Tanpopo y Minimoni, la nueva formación de Petitmoni nunca lanzó un sencillo. Petitmoni tenían una canción original,"WOW WOW WOW", pero solo apareció en el álbum Petit Best 4 álbum e interpretación en conciertos. 
Antes de la conexión con Morning Musume, Makoto Ogawa fue matriculada en Apple Little Performers (ALP) en Niigata, en donde ella era una de las mejores estudiantes. Llegó a hacer el estreno de un CD sobre una canción para el equipo de fútbol J2, Albirex Niigata. También ha sido un modelo para revistas. Tsunku también comentó que ella fue seleccionada para unirse al grupo porque demostró grandes habilidades de baile y brilló durante el proceso de audición. A lo largo de sus años en Hello!Project, Makoto ha hecho dos photobooks en solitario.
Makoto se graduó de Morning Musume el 23 de julio de 2006, junto a Asami Konno. Los fanes se quedaron muy sorprendidos al ver a Makoto con el vestido de graduación el día de la graduación de Asami, porque inicialmente se iba a graduar el 27 de agosto de 2006. Ella abandonó el grupo para estudiar lenguas foráneas en el extranjero, pero con la intención de volver al Hello!Project.
En febrero de 2009, Makoto como las demás miembros de Elder club (todas las que ya se graduaron de los grupos principales de H!P) fue gradúa, así despidiéndose de todo H!P.
Una vez graduada de H!P, Makoto se dedica a crecer como artista por su cuenta, empezando así a principios del 2010 a ser parte de la obra teatral "Momoiro Shoten e Youkoso" del famoso mangaka Pon Watanabe el cual fue presentado en el teatro Green en Ikebukuro del 10 al 18 de abril de 2010. Posteriormente se anunció su participación en "Lock The ROCK" el cual se programó como gran debut del 21 al 26 de diciembre de 2010, así mismo iniciando nuevos pasos hacia su carrera artística.

## Participación en el Hello!Project

### Grupos
- Morning Musume (2002-2006)

### Subgrupos
- PetitMoni (2002-2006)
- Morning Musume Otome Gumi (2003-2004)

### Grupos Shuffle o mixtos
- Happy 7 (2002)
- SALT 5 (2003)
- H.P All Stars (2004)

## Carrera artística después de Hello!Project

### Obras Teatrales
- "Momoiro Shoten e Youkoso" (2010)
- "Lock The ROCK" (2010)